# Resolució 1778 del Consell de Seguretat de les Nacions Unides
La Resolució 1778 del Consell de Seguretat de les Nacions Unides fou adoptada per unanimitat el 25 de setembre de 2007. Observant la situació al Sudan. al Txad i a la República Centreafricana, el consell aprova la Missió de les Nacions Unides a la República Centreafricana i al Txad (MINURCAT).

## Detalls
Profundament preocupat per l'amenaça humanitària que plantegen els grups armats a les fronteres de la conflictiva regió del Darfur al Sudan, el Consell ha decidit establir el que anomenava "presència multidimensional", en concert amb les forces europees, a l'est de Txad i al nord-est de la República Centreafricana.
Aquesta presència consistirà en la nova Missió de les Nacions Unides a la República Centreafricana i el Txad i tropes desplegades per la Unió Europea amb una autorització sòlida per protegir-la i donar-li suport. Tots dos grups estaven obligats a operar durant un període inicial d'un any.
L'operació de la Unió Europea, ordenada en virtut del Capítol VII de la Carta de les Nacions Unides, estava autoritzada a adoptar "totes les mesures necessàries" per ajudar a protegir els civils en perill, facilitar el lliurament de l'ajuda humanitària i ajudar a proporcionar protecció i llibertat de moviment al personal de les Nacions Unides.
La MINURCAT, amb un desplegament inicial de 300 policies i 50 oficials d'enllaç militar, ajudarà elements de la policia txadiana i es mantindrà en contacte amb altres actors de la regió per ajudar els refugiats i contrarestar les amenaces a les activitats humanitàries, d'acord amb la resolució.
El text també estableix que la MINURCAT ajudarà a controlar la situació dels drets humans a la regió i treballar amb els governs i la societat civil del Txad i la República Centreafricana per promoure els estàndards de drets humans i posar fi al reclutament i l'ús de nens soldats. També ajudaria a tots dos països a promoure l'estat de dret, en coordinació amb altres entitats de les Nacions Unides.